# Slutledningsregel
Slutledningsregler, ibland även kallade härledningsregler, är de grundläggande argumentationssteg som utförs i en härledning. Ett härledningssystem bestämmer exakt vilka slutledningsregler som är tillåtna.